# Lavorama
Lavorama – piąty album polskiego składu Ortega Cartel. Ukazał się 16 czerwca 2009 r. Do utworów „To historia”, „This is for my boys” i „Dobre czasy” zrealizowano teledyski.

## Lista utworów
| #  | Tytuł                     | Czas | Gościnnie                          |
| -- | ------------------------- | ---- | ---------------------------------- |
| 1  | „Miami Vice”              | 3:03 | DJ Lolo & DJ O2ld from 13crew      |
| 2  | „Sukces”                  | 2:15 |                                    |
| 3  | „Nawet jeśli”             | 3:08 | O.S.T.R.                           |
| 4  | „Microphone Masters 1”    | 0:10 |                                    |
| 5  | „No to klaśnij”           | 3:21 |                                    |
| 6  | „Dobre czasy”             | 3:20 | Reno                               |
| 7  | „North Starr”             | 4:06 | The Jonesz                         |
| 8  | „Microphone Masters 2”    | 0:37 |                                    |
| 9  | „To historia”             | 2:53 |                                    |
| 10 | „Ciągle tu jestem”        | 3:05 | Spinache                           |
| 11 | „Banan”                   | 0:52 |                                    |
| 12 | „Czy to coś zmienia”      | 2:55 |                                    |
| 13 | „Lavorama 1”              | 1:40 |                                    |
| 14 | „Sunshine”                | 2:52 | Karma                              |
| 15 | „Microphone Masters 3”    | 0:39 |                                    |
| 16 | „Kickflip”                | 4:03 | Reno, Daniel Drumz                 |
| 17 | „Feel The Vibe”           | 4:24 | Goser, Puffy Coates, Jesse Maxwell |
| 18 | „Microphone Masters 4”    | 0:51 |                                    |
| 19 | „Rap”                     | 3:02 | Mielzky                            |
| 20 | „Lavorama 2”              | 0:38 |                                    |
| 21 | „Tak tu jest ziom”        | 2:05 |                                    |
| 22 | „This is for my boys”     | 3:17 | The Jonesz                         |
| 23 | „Dokąd tak gnasz”         | 2:59 | Tede                               |
| 24 | „Lavorama 3”              | 1:10 |                                    |
| 25 | „Masło”                   | 3:20 |                                    |
| 26 | „Przedostaje się do płuc” | 3:08 | Proceente                          |
| 27 | „Uuuuuu”                  | 2:57 | The Jonesz                         |
| 28 | „Niby się żyje”           | 2:16 | Finker                             |
| 29 | „Been there, done that”   | 3:03 | The Jonesz                         |
| 30 | „Hey Man”                 | 1:01 |                                    |
| 31 | „lavorama 4”              | 1:01 |                                    |
| 32 | „Lampowy”                 | 2:46 |                                    |
| 33 | „Koniec”                  | 1:51 |                                    |